# Аристоксен
Аристоксе́н, Аристоксен Тарентский (др.-греч. Ἀριστόξενος ὁ Ταραντῖνος, ок. 370/360 до н. э., Тарент — после 300 до н. э., Афины) — древнегреческий философ и теоретик музыки.

## Биография
Родился около 360 года до н. э. предположительно в Таренте. Учился у своего отца Спинтара, а затем — у Лампра Эритрейского. Его отец и учитель, музыкант Спинтар, был близок к пифагорейцу Архиту из Тарента, учителями Аристоксена были также пифагорейцы Ксенофил, Эхекрат и другие ученики Филолая и Эврита. После пребывания на Пелопоннесе (в Мантинее и Коринфе), уже сложившимся человеком, Аристоксен присоединился к аристотелевскому Ликею (основан в 335 году до н. э.). После смерти Аристотеля Аристоксен, вероятно, остался в Ликее, читая здесь лекции по музыке.

## Сочинения
Писал о музыке и философии, истории, педагогике — упоминается как автор в общей сложности ок. 450 книг (почти все утеряны). Среди них «Элементы гармоники» (сохранилась во фрагментах), «О началах», «О мелопее» (не менее 4 кн.), «О ладах», «О восприятии музыки», «О музыке» (не менее 4 кн.), «Элементы ритмики» (сохранилась во фрагментах), «О первом времени», «Об инструментах», «Об авлосах и [других музыкальных] инструментах», «Об изготовлении авлосов», «Об авлетах», «О хороводах», «О трагиках», «О танце в трагедии», «Праксидамант», «О Пифагоре и его учениках», «О пифагорейской жизни», «Пифагорейские изречения», «Жизнь Пифагора», «Жизнь Архита», «Жизнь Сократа», «Жизнь Телеста», «Гражданские законы» (не менее 8 кн.), «Законы воспитания» (не менее 10 кн.), «Об арифметике», «Застольные беседы», «Исторические заметки», «Разнообразные воспоминания», «Разрозненные заметки», «Сравнения».

## Элементыгармоники
Книга Аристоксена «Элементы гармоники» (компиляция из разных работ Аристоксена с лакунами, без окончания) — первое дошедшее до нас научное исследование музыки. Здесь рассматриваются роды мелоса (диатоника, хроматика, энармоника), интервалы (слитные в речи и дискретные в пении), звуки, системы (интервальные структуры в пределах кварты, квинты, октавы, вплоть до двухоктавной Полной системы), лады, метаболы (перемены по роду, системе, ладу), мелопея (музыкальная композиция). Аристоксен (в противоположность пифагорейцам) сознательно отказался от математического истолкования интервалов, полагая их очевидными для музыканта и ни в каком дополнительном обосновании не нуждающимися. «Музыкальная» арифметика Аристоксена (напр., его деление целого тона на два равных полутона, что́ невозможно вследствие невозможности деления эпиморного числового отношения поровну на две части) впоследствии подверглась резкой критике последователей пифагорейской науки. Для учёного-музыканта (μουσικός), по мнению Аристоксена, непосредственное восприятие — первая и важнейшая предпосылка дальнейшего (рационального) исследования музыки:
Мы рассматриваем всякую музыкальную мелодию, которая возникает в голосе или в инструментах, как целостность. Но исследование [её] возводится к двум [началам]: к слуху и разуму. Слухом мы различаем интервальные величины, а разумом определяем их функции (δυνάμεις). Нужно приучить себя тщательно разделять то и другое. Ибо дело здесь обстоит не так, как в геометрии, где принято говорить: «Допустим, это прямая линия». Относительно интервалов от таких утверждений надо отказаться. Геометр ведь не пользуется способностью чувства и потому не приучает зрение различать, что хорошо, а что плохо в прямой, окружности и т. п.; скорее, этим занимаются плотник, токарь или другой какой ремесленник. Для музыканта же острота [слухового] чувства (ἡ τῆς αἰσθήσεως ἀκρίβεια) — чуть ли не важнее всего.

## Элементы ритмики
Трактат сохранился в оригинальных фрагментах, а также в выдержках из Комментария Порфирия к «Гармонике» Птолемея, в работе «Proslambanomena» Михаила Пселла и нескольких позднейших анонимных текстах (в том числе в Оксиринхских папирусах 9 и 2687).
В центре учения о ритме (ритмики) находится представление о мельчайшей неделимой единице просодического времени, которую Аристоксен называет πρῶτος χρόνος (букв. «первое время», то есть наименьшая единица измерения, «квант» времени). Восходящее движение в (простых и составных) стопах описывается словом «а́рсис» (ἄρσις), нисходящее — более редким «ба́сис» (βάσις). Числовые отношения внутри базовых метрических стоп исчерпываются 4 просодическими «квантами» (например, 2:1 трохей, 1:2 ямб, 2:2 спондей и т. д.); изредка стопы могут содержать иррациональное соотношение между арсисом и басисом, описанное Аристоксеном словом ἀλογία. Поскольку в ритмах может заключаться любое количество (танцевальных?) «шагов» и они могут реализоваться в любом темпе (ἀγωγή), ритмическая композиция может теоретически содержать любое количество квантов времени; однако независимо от количества стоп и от темпа функция (δύναμις) кванта времени (πρῶτος χρόνος) внутри стопы (или совокупности стоп) остаётся неизменной и опознаётся слухом как таковая.
Части трактата Аристоксена о «ритмической метаболе» (μεταβολὴ ῥυθμική), (то есть перемене метра внутри ритмической формы) и о «ритмопее» (ῥυθμοποιΐα, целостной ритмической композиции) не сохранились.

## Влияние
Аристоксен оказал огромное влияние на развитие позднейшей античной науки о музыке. Прямыми аристоксениками были Аристид Квинтилиан, Клеонид, Гауденций и Бакхий. Не избежали его влияния даже пифагорейцы, в том числе Никомах и Боэций (Аристоксен — единственный античный авторитет, которого Боэций почтительно обозначает словом musicus). Птолемей (не будучи чистым аристоксеником или пифагорейцем) естественно интегрировал части учения Аристоксена в свою гармонику.
В Средние века упоминания Аристоксена редки (преимущественно по Боэцию), возможно, из-за невладения многими учёными того времени греческим языком. На средневековом арабском Востоке рецепцию Аристоксена представлял аль-Фараби. В западной Европе активный интерес к Аристоксену возродился в Италии начиная с конца XV века (Джорджо Валла, Франкино Гафури, Винченцо Галилей и др.). Первый латинский перевод (Антонио Гогавы) был опубликован в 1562 году, что дало толчок к введению гармоники Аристоксена в широкий научный обиход.
В честь Аристоксена назван кратер на Меркурии.

### Издания и переводы
Примечание. Ввиду того, что в «Гармонике» Аристоксена отсутствует деление на главы и параграфы, исследователи XX и XXI веков реферируют её ссылками на первое греко-латинское издание трактата (1652), подготовленное Марком Мейбомом.
- Aristoxeni musici antiquissimi harmonicorum elementorum libri III <…> Venetiis, 1562 (лат. перевод Антония Гогавы).
- Antiquae musicae auctores septem, Graece et Latine. Marcus Meibomius restituit ac notis explicavit. Vol. I-II. Amstelodami, 1652 (издание греческого оригинала, латинский перевод и комментарии).
- Греческий текст с английским переводом Г. Макрана (Оксфорд, 1902).
- Французский перевод Ш.Э. Руэлля (1871).
- Немецкий перевод Р. Вестфаля (1883).
- Aristoxeni Elementa harmonica / R. da Rios recensuit. Romae, 1954 (лучшее издание греч. оригинала «Гармоники» + итальянский перевод).
- La Harmónica de Aristóxeno de Tarento. Edición crítica con introducción, traducción y comentario / ed. F. J. P. Cartagena. Murcia, 2001 (критическое издание и перевод на испанский).
- Die Schule von Aristoteles. Texte und Kommentar, hrsg. von Fritz Wehrli. Heft 2: Aristoxenos. 2te Ausg., Basel, 1967 (издание и нем. перевод фрагментов Аристоксена).
- Kaiser S. I. Die Fragmente des Aristoxenos aus Tarent. Hildesheim: Georg Olms, 2010 (новое критическое издание фрагментов Аристоксена)
- Barker A. Greek Musical Writings, vol. II: Harmonic and Acoustic Theory. Cambridge, 1989 (переводы на англ. язык «Гармоники» и «Ритмики»).
- Aristoxenus. Elementa rhythmica. The fragment of Book II and the additional evidence for Aristoxenian rhythmic theory. Edited with introduction, translation and commentary by Lionel Pearson. Oxford: Clarendon, 1990, liv, 98 pp. (лучшее издание и перевод на английский язык «Ритмики»).
- Аристоксен. Элементы гармоники. Перевод и примечания В. Г. Цыпина. М.: МГК, 1997.
- Аристоксен. Элементы гармоники. Перевод и комментарии Ю. Н. Холопова // От Гвидо до Кейджа. М.: НПФ «ТС-Прима», 2006, сс.315-338. ISBN 5-902495-02-4 (перевод сделан с немецкого перевода Р. Вестфаля).
- Аристоксен. Элементы ритмики. Перевод и примечания Е. В. Афонасина // Афонасин Е. В., Афонасина А. С., Щетников А. И. Mousike tekhne. Очерки истории античной музыки. СПб. Изд-во РХГА, 2015, с. 127—147.

### Исследования
- Winnington-Ingram R. P. Aristoxenus and the intervals of Greek music. Classical Quarterly, 26, 1932, 195—208.
- Barker A. D. Music and perception: A study in Aristoxenus // Journal of Hellenic Studies, 1998, 1978, p. 9-16.
- Barker A. D. Aristoxenus’ theorems and the foundations of harmonic science // Ancient Philosophy, 4, 1984, pp. 23-64.
- Litchfield M. Aristoxenus and empiricism: A reevaluation based on his theories // Journal of Music Theory, 32, 1988, pp. 51-73.
- Цыпин В. Г. Аристоксен. Начало науки о музыке. М.: МГК, 1998.
- Gibson, Sophie. Aristoxenus of Tarentum and the birth of musicology. N.Y.: Routledge, 2005. 267 pp.
- Афонасин Е. В. Аристоксен о музыке // Афонасин Е. В., Афонасина А. С., Щетников А. И. Mousike tekhne. Очерки истории античной музыки. СПб. Изд-во РХГА, 2015, с. 108—126.